# Antonio Mota
Antonio Mota (26 de gener de 1939 - 13 de setembre de 1986) fou un futbolista mexicà.

## Selecció de Mèxic
Va formar part de l'equip mexicà a la Copa del Món de 1962.